# الحمادة (القصيم)
الحمادة في منطقة القصيم وتقع في الجهة الغربية من القصيم وتقع على الطريق الرابط بين القصيم مكة المكرمة

## السكان
الحمادة سكانها الكناهرة من البدارين من بني عمرو من حرب

## الموقع الجغرافي
تقع غرب منطقة القصيم وتبعد عن مدينة بريدة 118 كم. وعن محافظة النبهانية 25 كم. وعن محافظة الرس 36 كم. وعن الشبيكية 72 كم .

## المناخ
المناخ قاري صحراوي، حار جاف صيفًا بارد مُمطر شتاء، وتبلغ درجة الحرارة صيفًا 45°م، وفي الشتاء تصل 3- ما دون الصفر ومتوسط سقوط المطر 145 ملم.